# Malleeheidesluiper
De malleeheidesluiper (Hylacola cauta synoniem: Calamanthus cautus) is een zangvogel uit de familie Acanthizidae (Australische zangers).

## Verspreiding en leefgebied
Deze soort is endemisch in Australië en telt vier ondersoorten:
- H. c. macrorhyncha: centraal New South Wales (zuidoostelijk Australië).
- H. c. cauta: zuidelijk Zuid-Australië en noordwestelijk Victoria.
- H. c. halmaturina: Kangaroo Island  (nabij zuidelijk Australië).
- H. c. whitlocki: zuidwestelijk Australië.

## Status
De grootte van de populatie is niet gekwantificeerd maar de soort wordt omschreven als schaars. Op de Rode lijst van de IUCN heeft deze soort de status niet bedreigd.